# Джеймс Гамільтон, 2-й маркіз Гамільтон

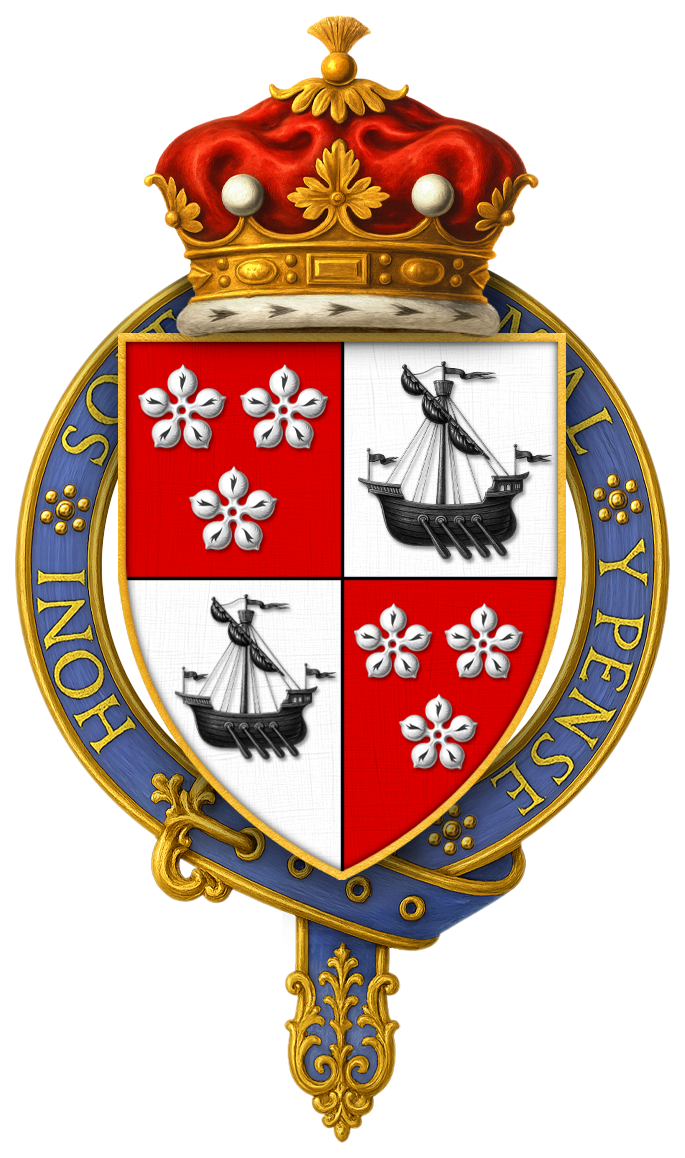
Герб сера Джеймса Гамільтона — ІІ маркіза Гамільтона.

Джеймс Гамільтон (1589 — 2 березня 1625) — шотландський аристократ, ІІ маркіз Гамільтон (1604—1625), лорд Авен (1599—1604), лорд Абербротвік (1608—1625), IV граф Арран (1609—1625), І граф Кембрідж (1619—1625), лорд-стюарт Англії (1623—1625), вождь клану Гамільтон.

## Життєпис
Джеймс Гамільтон був сином Джона Гамільтона (1535—1604) — І маркіза Гамільтона (1599—1604) та Маргарет Лайон (? — 1625) — вдови Гілберта Кеннеді (1541—1576) — IV графа Кассіліса, дочки Джона Лайона — VII лорда Глеміса.
У квітні 1604 року після смерті свого батька Джеймса Гамільтона він успадкував титули свого батька, в першу чергу титул маркіза Гамільтон та землі, маєтки, замки. У березні 1609 року після смерті свого бездітного дядька Джеймса Гамільтона , ІІІ графа Арран, що був божевільним і давно знаходився під опікою, він успадкував титул графа Арран і став IV графом Арран. Він переїхав в Англію разом з королем Шотландії Яковом VI Стюартом, що став тепер королем Англії та Шотландії Яковом І. Джеймс Гамільтон вклав гроші в лондонську компанію, скупав акції Люсі Гаррінгтон — графині Бедфорд. Один з дев'яти приходів Бермудських островів був названий на його честь. 16 червня 1619 року Джеймс Гамільтон отримав титули графа Кембріджа та барона Іннердейл, отримав титул пера Англії. У 1621 році він отримав посаду лорда верховного комісара парламента Шотландії. У 1623—1625 роках він займав посаду лорд-стюарта Англії. Джеймс Гамільтон помер 2 березня 1625 року у Вайтхоллі (Лондон) від хвороби, яка перебігала з гарячкою. Похований у родинному мавзолеї в Гамільтоні 2 вересня того ж року.

## Родина
У 1603 році Джеймс Гамільтон одружився з леді Енн Каннінгем (пом. 1646) — дочкою Джеймса Каннінгема (1552—1630) — VII графа Гленкерн (1580—1630) та Маргарет Кемпбелл (? — 1610). У них були діти:
- леді Анна Гамільтон — одружилась з Х'ю Монтгомері (1613—1669) — VII графом Еглінтон (1661—1669)
- леді Маргарет Гамільтон — одружилась з Джоном Лінсей (1611—1678) — VII графом Кроуфорд (1633—1678)
- леді Мері Гамільтон (? — 1633) — одружилась з Джеймсом Дугласом (1622—1671) — ІІ графом Квінсберрі
- Джеймс Гамільтон (1606—1649) — І герцог Гамільтон
- Вільям Гамільтон (1616—1651) — ІІ герцог Гамільтон

Джеймс Гамільтон мав ще позашлюбну дочку Маргарет (1625—1695) з коханкою Енн Стюарт (? — 1669) — дочкою Волтера Стюарта (1565—1617) — І лорда Блантір. Маргарет одружилась Джона Гамільтона (1624—1679) — І лорда Белховен та Стентон.